# 琴乃富士宗義
琴乃富士 宗義（ことのふじ むねよし、1951年11月7日 - ）は、北海道虻田郡留寿都村出身で佐渡ヶ嶽部屋に所属した元大相撲力士。本名は藤沢 宗義（ふじさわ むねよし）。最高位は東前頭5枚目（1975年11月場所）。現役時代の体格は181cm、140kg。得意手は右四つ、寄り。

## 来歴・人物
幼少時から、相撲取りに憧れていた。留寿都中学校時代の恩師・奈良先生らの紹介で、15歳の時に佐渡ヶ嶽部屋へ入門し、1967年5月場所で初土俵を踏んだ。同期生には、後の関脇・麒麟児らがいる。
1972年11月場所に於いて、21歳で十両に昇進し、1974年7月場所で新入幕を果たした。
しかし、同場所の直前に横綱・琴櫻が引退し、場所中には師匠の第11代佐渡ヶ嶽（元小結・琴錦）が急逝してしまった。そのため、師匠に新入幕の晴れ姿を見せる事は叶ったものの、琴櫻の露払いを務める事はできなかった（ただし、7月場所の番付発表後に行われた神社への奉納土俵入りでは、露払いを務めている）。
当時としては大柄な体格を生かした寄りを得意としたが、怪我が多く、幕内と十両を幾度も往復した。
1975年9月場所では、西前頭11枚目の地位で10勝を挙げ、自身幕内で唯一の2桁勝利を記録（自身唯一の大関戦で魁傑に勝ったが、三賞受賞は逸した）。翌11月場所では、自己最高位となる東前頭5枚目に昇進した。
1977年3月場所では、東十両3枚目で14勝1敗と大勝して初めての十両優勝を飾り、翌5月場所で4度目の入幕を果たした。しかし8日目、豊山との取組中に左大腿部を痛め、9日目より休場。幕内の座を維持するため12日目から再出場に踏み切ったが、13日目より再び休場する事態に陥った。結局同場所では5勝を挙げるに留まり、翌場所、十両へと再陥落した。
その後、1979年9月場所で5度目の入幕を果たすも1場所限りで十両に下がり、以降2度と幕内へ返り咲く事は無かった。
最後は幕下50枚目まで番付を落とし、1982年1月場所後、30歳で現役を引退。その後は年寄・尾車を借株で襲名し、佐渡ヶ嶽部屋付きの親方として、後進の指導に努めた。
1985年11月13日、弟弟子の元大関・琴風が引退して新・尾車親方となった事により、借株を返上して廃業。
1986年7月、東京都新宿区神楽坂に相撲料理店「ちゃんこ料理 琴乃富士」を開店した。
以来、恵（めぐみ）夫人とともに店を経営し、京都府宇治市伊勢田町には支店を出している。主に東海地方において事業を展開する寿がきや食品から、即席カップ麺『琴乃富士のちゃんこラーメン』という商品が販売された事もある。1993年7月には、その半生を綴った著書『ちゃんこ番』を出版している。
2013年には、日本テレビ系バラエティ番組『嵐にしやがれ』内の『東京イイ店クドイ店』コーナーにて、彼ら夫婦が経営する相撲料理店が紹介された（File.19、2013年11月17日放送）。
現役時、双津竜順一と対戦経験があり佐渡ヶ嶽部屋での指導経験を持つ事から「時津風部屋力士暴行死事件」に関連してワイドショーへの出演機会が増え、2007年10月20日、テレビ朝日系討論番組『朝まで生テレビ! 激論“国技大相撲”に未来はあるか？』に「琴乃富士 宗義（元前頭５枚目、ちゃんこ店店主）」名義でパネリストとして出演した。

## 主な戦績
- 通算成績：511勝508敗21休 勝率.501
- 幕内成績：72勝104敗4休 勝率.409
- 現役在位：88場所
- 幕内在位：12場所
- 各段優勝
  - 十両優勝：1回（1977年3月場所）

### 場所別成績
| | 一月場所 初場所（東京） | 三月場所 春場所（大阪） | 五月場所 夏場所（東京） | 七月場所 名古屋場所（愛知） | 九月場所 秋場所（東京） | 十一月場所 九州場所（福岡） |
| --- | ----------------------- | ----------------------- | ----------------------- | --------------------------- | ----------------------- | --------------------------- |
| 1967年 （昭和42年） | x                       | x                       | （前相撲）              | 東序ノ口21枚目 5–2          | 西序二段84枚目 1–6      | 東序二段113枚目 5–2         |
| 1968年 （昭和43年） | 東序二段62枚目 4–3      | 西序二段32枚目 2–5      | 西序二段51枚目 6–1      | 東序二段9枚目 0–2–5         | 東序二段42枚目 5–2      | 東三段目94枚目 5–2          |
| 1969年 （昭和44年） | 西三段目56枚目 3–4      | 西三段目60枚目 3–4      | 西三段目65枚目 4–3      | 東三段目50枚目 4–3          | 東三段目35枚目 3–4      | 東三段目43枚目 4–3          |
| 1970年 （昭和45年） | 東三段目31枚目 5–2      | 西三段目5枚目 5–2       | 西幕下48枚目 3–4        | 西幕下54枚目 3–4            | 西三段目2枚目 5–2       | 東幕下40枚目 5–2            |
| 1971年 （昭和46年） | 西幕下23枚目 4–3        | 東幕下19枚目 3–4        | 東幕下28枚目 4–3        | 東幕下25枚目 5–2            | 東幕下14枚目 4–3        | 東幕下10枚目 3–4            |
| 1972年 （昭和47年） | 東幕下14枚目 1–6        | 東幕下38枚目 5–2        | 東幕下22枚目 5–2        | 西幕下10枚目 5–2            | 西幕下4枚目 5–2         | 東十両13枚目 8–7            |
| 1973年 （昭和48年） | 東十両10枚目 8–7        | 西十両8枚目 6–9         | 東十両12枚目 8–7        | 東十両10枚目 8–7            | 西十両8枚目 8–7         | 東十両7枚目 6–9             |
| 1974年 （昭和49年） | 西十両11枚目 9–6        | 東十両6枚目 8–7         | 東十両4枚目 9–6         | 東前頭12枚目 5–10           | 東十両2枚目 7–8         | 西十両4枚目 10–5            |
| 1975年 （昭和50年） | 西前頭12枚目 8–7        | 東前頭11枚目 8–7        | 西前頭8枚目 6–9         | 西前頭11枚目 7–8            | 西前頭11枚目 10–5       | 東前頭5枚目 5–10            |
| 1976年 （昭和51年） | 西前頭10枚目 8–7        | 東前頭9枚目 2–13        | 西十両4枚目 4–11        | 東十両12枚目 10–5           | 東十両3枚目 9–6         | 東前頭12枚目 4–11           |
| 1977年 （昭和52年） | 西十両4枚目 8–7         | 東十両3枚目 優勝 14–1   | 西前頭9枚目 5–6–4       | 西十両筆頭 4–11             | 東十両8枚目 8–7         | 東十両5枚目 9–6             |
| 1978年 （昭和53年） | 西十両筆頭 7–8          | 西十両3枚目 8–7         | 西十両2枚目 8–7         | 東十両2枚目 8–7             | 東十両2枚目 8–7         | 西十両筆頭 7–8              |
| 1979年 （昭和54年） | 西十両3枚目 8–7         | 東十両筆頭 5–10         | 西十両6枚目 9–6         | 東十両筆頭 8–7              | 西前頭13枚目 4–11       | 西十両6枚目 8–7             |
| 1980年 （昭和55年） | 東十両4枚目 6–9         | 東十両9枚目 9–6         | 東十両6枚目 6–9         | 西十両11枚目 7–8            | 西十両13枚目 10–5       | 東十両5枚目 5–10            |
| 1981年 （昭和56年） | 東十両10枚目 8–7        | 東十両6枚目 6–9         | 西十両9枚目 8–7         | 東十両7枚目 1–9–5           | 西幕下10枚目 2–5        | 西幕下27枚目 2–5            |
| 1982年 （昭和57年） | 西幕下50枚目 引退 0–0–7 | x                       | x                       | x                           | x                       | x                           |
| 各欄の数字は、「勝ち-負け-休場」を示す。 優勝 引退 休場 十両 幕下 三賞：敢=敢闘賞、殊=殊勲賞、技=技能賞 その他：★=金星 番付階級：幕内 - 十両 - 幕下 - 三段目 - 序二段 - 序ノ口 幕内序列：横綱 - 大関 - 関脇 - 小結 - 前頭（「#数字」は各位内の序列） |                         |                         |                         |                             |                         |                             |

### 幕内対戦成績
| 力士名   | 勝数 | 負数 | 力士名 | 勝数 | 負数 | 力士名 | 勝数 | 負数 | 力士名   | 勝数 | 負数 |
| -------- | ---- | ---- | ------ | ---- | ---- | ------ | ---- | ---- | -------- | ---- | ---- |
| 青葉城   | 2    | 1    | 青葉山 | 0    | 1    | 安達   | 0    | 1    | 天ノ山   | 0    | 1    |
| 荒勢     | 2    | 3    | 大潮   | 0    | 3    | 大錦   | 2    | 4    | 大ノ海   | 1    | 0    |
| 大鷲     | 3    | 2    | 魁輝   | 0    | 1    | 魁傑   | 1    | 0    | 和錦     | 1    | 0    |
| 金城     | 3    | 3    | 北瀬海 | 4    | 4    | 麒麟児 | 1    | 0    | 黒姫山   | 0    | 1    |
| 小沼     | 1    | 0    | 金剛   | 1    | 2    | 白田山 | 1    | 0    | 大旺     | 1    | 2    |
| 大峩     | 2    | 4    | 大豪   | 1    | 0    | 大受   | 1    | 1    | 大竜川   | 1    | 1    |
| 隆ノ里   | 2    | 0    | 高見山 | 0    | 2    | 谷嵐   | 0    | 1    | 玉輝山   | 2    | 1    |
| 玉ノ富士 | 2    | 4    | 照の山 | 1    | 0    | 天龍   | 1    | 1    | 時葉山   | 1    | 0    |
| 栃赤城   | 0    | 1(1) | 栃東   | 4    | 2    | 羽黒岩 | 2    | 0    | 播竜山   | 4    | 4(1) |
| 福の花   | 2    | 1    | 富士櫻 | 1    | 1    | 二子岳 | 1    | 6    | 双津竜   | 1    | 3    |
| 鳳凰     | 0    | 1    | 増位山 | 2    | 2    | 舛田山 | 1    | 2    | 三重ノ海 | 0    | 1    |
| 満山     | 0    | 1    | 陸奥嵐 | 0    | 4    | 豊山   | 0    | 5    | 吉王山   | 0    | 1    |
| 吉の谷   | 1    | 1    | 琉王   | 2    | 4    | 龍虎   | 0    | 1    | 若獅子   | 5    | 3    |
| 若ノ海   | 1    | 2    | 若三杉 | 0    | 2    | 鷲羽山 | 2    | 4    |          |      |      |

## 改名歴
- 藤沢 宗義（ふじさわ むねよし）1967年7月場所-1968年5月場所
- 琴乃富士 宗義（ことのふじ -）1968年7月場所-1972年9月場所
- 琴乃冨士 宗義（ことのふじ -）1972年11月場所-1975年7月場所
- 琴乃富士 太喜（ことのふじ たいき）1975年9月場所-1979年7月場所
- 琴乃富士 宗義（- むねよし）1979年9月場所-1982年1月場所

## 年寄変遷
- 尾車 宗義（おぐるま むねよし）1982年1月-1985年11月

## 著書
- 『ちゃんこ番』（飛鳥新社、1993年7月刊、ISBN 4870311429）